# Wilfried Cretskens
Wilfried Cretskens (Herck-la-Ville, 10 de julio de 1976) es un ciclista belga.

## Biografía
Participó en dos ediciones del Tour de Francia (en 2005 y en 2006), pero se vio obligado a abandonar antes de llegar a los Campos Elíseos: en la 15.ª etapa de 2005 y en la 11.ª etapa de 2006.
Consiguió su principal éxito en el Tour de Catar 2007, donde terminó primero en la clasificación general. La victoria fue conseguida gracias a una escapada de diez corredores cruzando la meta tres minutos por delante del pelotón.
Entre sus otras victorias, la Flecha Namur de 1999. En 2010 no tomó la salida de la París-Roubaix porque su hermana falleció la noche antes de la salida.
A finales de abril de 2011 encontró equipo fichando por el Donckers Koffie-Jelly Belly.
Puso fin a su carrera deportiva el 24 de febrero de 2012.

## Palmarés
1999
- Flèche Namuroise

2003
- GP Briek Schotte

2004
- GP Briek Schotte

2007
- Tour de Catar

## Resultados en Grandes Vueltas y Campeonatos del Mundo
| Carrera         | Carrera         | 1998 | 1999 | 2000 | 2001  | 2002 | 2003 | 2004 | 2005 | 2006 | 2007 | 2008 | 2009 | 2010 | 2011 |
| --------------- | --------------- | ---- | ---- | ---- | ----- | ---- | ---- | ---- | ---- | ---- | ---- | ---- | ---- | ---- | ---- |
|                 | Giro de Italia  | —    | —    | —    | —     | —    | —    | —    | —    | —    | —    | —    | —    | —    | —    |
|                 | Tour de Francia | —    | —    | —    | —     | —    | —    | —    | Ab.  | Ab.  | —    | —    | —    | —    | —    |
|                 | Vuelta a España | —    | —    | —    | 116.º | —    | —    | —    | —    | —    | —    | —    | —    | —    | —    |
| Mundial en Ruta | Mundial en Ruta | —    | —    | —    | —     | —    | —    | —    | Ab.  | —    | —    | —    | —    | —    | —    |

―: no participa

Ab.: abandono